# Chaim Sheba
Chaim Sheba (en hebreo: חיים שיבא‎; n. 1908 - f. 10 de julio de 1971) era un médico israelí.

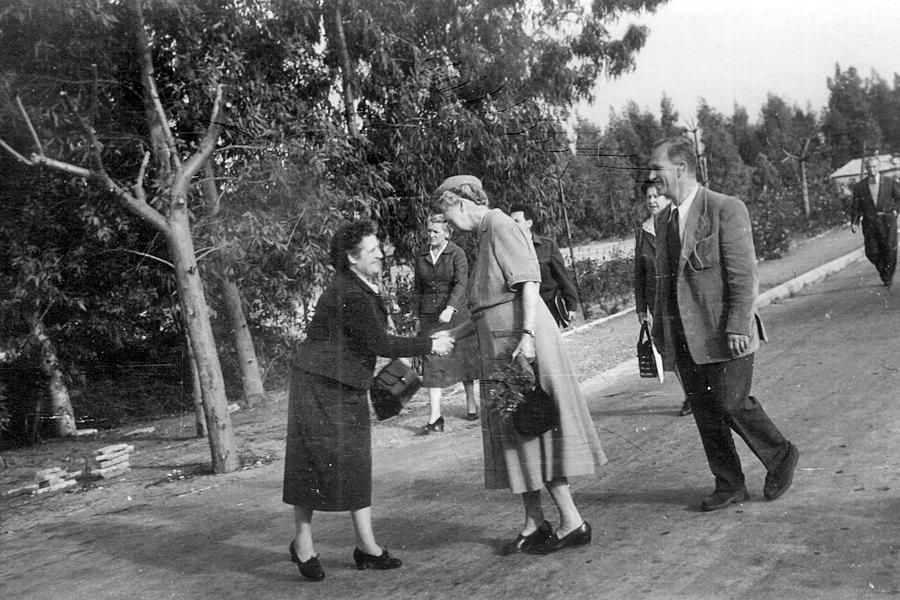
Chaim Sheba (derecha) con Eleanor Roosevelt en el Hospital Tel HaShomer.

## Biografía
Nació en 1908 en Frasin, cerca de Gurahumora, Bukovina (en aquel entonces parte del Imperio austrohúngaro, hoy en el Distrito de Suceava, Rumania), siendo llamado Chaim Scheiber y formando parte de la conocida familia jasídica Scheiber, descendiente de la dinastía jasídica Ruzhin. En su niñez fue matriculado en una escuela de estudios religiosos. De ésta fue transferido directamente al octavo grado en una escuela secular, donde culminó sus estudios con éxito. Influido por su abuelo, empezó a cursar estudios de medicina en Chernivtsi y los terminó en Viena en diciembre de 1932.
A inicios de 1933, Sheba emigró al Mandato británico de Palestina. Hasta 1936 sirvió como médico rural y más tarde en el Hospital Beilinson.
En 1942, Sheba se enroló en la Brigada Judía como doctor, uniéndose a la Haganah en 1947. Desde 1948 a 1950, estuvo al mando de los Cuerpos Médicos de las Fuerzas de Defensa de Israel (FDI), llegando a ser director general del Ministerio de Salud luego de su retiro de las FDI. Estuvo en ese puesto hasta 1953, cuando renunció para poder ser director del Hospital Tel HaShomer (hoy Centro Médico Sheba, llamado así en su honor).
Además, Sheba fue profesor de Medicina en la Universidad Hebrea de Jerusalén desde 1949. Fue uno de los fundadores de la Escuela de Medicina de la Universidad de Tel Aviv y llegó a ser Vicepresidente de esta universidad. Además, ayudó a fundar escuelas médicas en Jerusalén y Haifa.
Mientras ejercía como director general del Ministerio de Salud, Sheba fue responsable de controlar el brote de tinea capitis. El tratamiento estándar de la época consistía en irradiar con rayos x la zona afectada de la cabeza. En algún momento se descubrió que este tratamiento era dañino y el hecho pasó a ser conocido como "Caso de la tiña".
Sheba murió de un ataque al corazón en 1971.

## Premios
En 1968 se le otorgó el Premio Israel en medicina. En su honor, el Hospital Tel HaShomer fue rebautizado como Centro Médico Sheba.